# Paul Fernand Kra Koffi
Paul Fernand Kra Koffi est un athlète paralympique ivoirien qui concourt généralement dans les épreuves de demi-fond de catégorie T12. Il est malvoyant.
Il prend part aux Jeux paralympiques d'été de 2000 à Sydney, en Australie. Engagé dans les épreuves du 1500 m et du 400 m catégorie T12, c'est dans le 800 m qu'il décroche une médaille de bronze pour la Côte d'Ivoire.
En 2019, il devient président de la fédération ivoirienne de sport pour malvoyants et aveugles(Fisma).

## Palmarès
- Médaille de bronze aux Jeux paralympiques d'été de 2000 à Sydney